# ジョルダン標準形
ジョルダン標準形（ジョルダンひょうじゅんけい、英: Jordan normal form）とは、代数的閉体（例えば複素数体）上の正方行列に対する標準形のことである。任意の正方行列は本質的にただ一つのジョルダン標準形と相似である。名前はカミーユ・ジョルダンに因む。

## 定義

### 行列
次の形の n 次正方行列をジョルダン細胞という。
{\displaystyle J_{n}(\lambda )={\begin{bmatrix}\lambda &1&\cdots &\cdots &0\\\vdots &\lambda &1&&\vdots \\\vdots &&\ddots &\ddots &\vdots \\\vdots &&&\lambda &1\\0&\cdots &\cdots &\cdots &\lambda \end{bmatrix}}}
代数的閉体 K 成分の正方行列 A に対して、ある正則行列 P を取ると
{\displaystyle P^{-1}AP=J={\begin{bmatrix}J_{n_{1}}(\lambda _{1})&\cdots &0\\\vdots &\ddots &\vdots \\0&\cdots &J_{n_{k}}(\lambda _{k})\end{bmatrix}}}
となる。このとき λi は A の固有値である。この行列 J =P−1AP のことを、行列 A のジョルダン標準形という。

### 線形変換
代数的閉体 K 上の有限次元線形空間を V とし、線形変換 ƒ : V → V をとる。
ƒ が半単純 (semisimple) であるとは、線形空間 V が {\displaystyle V=\bigoplus V_{\lambda }} と ƒ の固有値 λ ∈ K の固有空間 Vλ = { v ∈ V | ƒ(v) = λ } の直和として表せることである。
また ƒ が 冪零 (nilpotent) であるとは、ある自然数 r が存在して fr = 0 となることである。
線形変換 ƒ : V → V に対して、半単純線形変換 ƒs と冪零線形変換 ƒn で
{\displaystyle f=f_{\rm {s}}+f_{\rm {n}},\quad f_{\mathrm {s} }f_{\mathrm {n} }-f_{\mathrm {n} }f_{\mathrm {s} }=0}
を満たすものが一意的に存在する。このとき ƒ = ƒs + ƒn のことを（加法的）ジョルダン分解といい、ƒs を ƒ の半単純成分、ƒn を ƒ の冪零成分という。
線形空間 V の基底 {\displaystyle \{\,e_{i,j}\mid i=1,\dotsc ,k;~j=1,\dotsc ,n_{i}\,\}} が線形変換 ƒ のジョルダン基底 であるとは、ei,0 = 0 とおいたとき
{\displaystyle f(e_{i,j})=\lambda _{i}e_{i,j}+e_{i,j-1}}
が基底の任意の元 ei,j について成り立つことである。ジョルダン基底に関する ƒ の表現行列がジョルダン標準形である。

## 特性多項式、最小多項式との関係
正方行列 A のジョルダン標準形 J = P−1AP と、特性多項式 {\displaystyle f_{A}(x)=\det(xI-A)}、最小多項式 {\displaystyle \varphi _{A}(x)} には次のような関係がある。
なお、最小多項式とは f(A) = O となる多項式 f(x) のうち、次数が最小で、最高次係数が 1 のもの（モニック）を言う。f(A) = O となる多項式 f(x) は、多項式として {\displaystyle \varphi _{A}(x)} で割り切れる（多項式としての除算の余りがゼロとなる）という性質がある。ケイリー・ハミルトンの定理により fA(A) = O であり、fA(x) は多項式として {\displaystyle \varphi _{A}(x)} で割り切れる。
(1) {\displaystyle f_{A}(x)=\det(xI-A)=\det P^{-1}\det(xI-A)\det P=\det(xI-P^{-1}AP)=\det(xI-J)=f_{J}(x)} より、
{\displaystyle f_{A}(x)=f_{J}(x)}
(2) 多項式{\displaystyle f(x)=\textstyle \sum \limits _{k=0}^{n}c_{k}x^{k}} について、{\displaystyle f(P^{-1}XP)=\textstyle \sum \limits _{k=0}^{n}c_{k}(P^{-1}XP)^{k}=P^{-1}\sum \limits _{k=0}^{n}c_{k}X^{k}P=P^{-1}f(X)P} が言えるため、次が言える。
{\displaystyle \varphi _{A}(J)=\varphi _{A}(P^{-1}AP)=P^{-1}\varphi _{A}(A)P=O} よって {\displaystyle \varphi _{A}(x)} は、多項式として {\displaystyle \varphi _{J}(x)} で割り切れる
{\displaystyle \varphi _{J}(A)=\varphi _{J}(PJP^{-1})=P\varphi _{J}(J)P^{-1}=O} よって {\displaystyle \varphi _{J}(x)} は、多項式として {\displaystyle \varphi _{A}(x)} で割り切れる
最小多項式はモニックであるため {\displaystyle \varphi _{A}(x)=\varphi _{J}(x)}
(3) 特性多項式が {\displaystyle f_{A}(x)=\textstyle \prod \limits _{k=1}^{m}(x-\lambda _{k})^{n_{k}}} と因数分解（λk は相異なる）される場合、{\displaystyle \dim(A)=\textstyle \sum \limits _{k=1}^{m}n_{k}} であり、J の対角線上には λk が nk個並ぶ。
(4) 最小多項式が {\displaystyle \varphi _{A}(x)=\textstyle \prod \limits _{k=1}^{m}(x-\lambda _{k})^{r_{k}}} と因数分解（λk は相異なる）される場合、J の固有値 λk のジョルダン細胞の中で、次数が最大のものの次数は rk である。
例1 特性多項式が {\displaystyle (x-\lambda _{1})(x-\lambda _{2})}、最小多項式が {\displaystyle (x-\lambda _{1})(x-\lambda _{2})}の場合、{\displaystyle J={\begin{bmatrix}\lambda _{1}&0\\0&\lambda _{2}\end{bmatrix}}}
例2 特性多項式が {\displaystyle (x-\lambda )^{2}}、最小多項式が {\displaystyle (x-\lambda )^{2}}の場合、{\displaystyle J={\begin{bmatrix}\lambda &1\\0&\lambda \end{bmatrix}}}
例3 特性多項式が {\displaystyle (x-\lambda )^{2}}、最小多項式が {\displaystyle x-\lambda } の場合、{\displaystyle J={\begin{bmatrix}\lambda &0\\0&\lambda \\\end{bmatrix}}}
例4 特性多項式が {\displaystyle (x-\lambda )^{4}}、最小多項式が {\displaystyle (x-\lambda )^{2}} の場合、{\displaystyle J={\begin{bmatrix}\lambda &1&0&0\\0&\lambda &0&0\\0&0&\lambda &1\\0&0&0&\lambda \\\end{bmatrix}}} または {\displaystyle J={\begin{bmatrix}\lambda &1&0&0\\0&\lambda &0&0\\0&0&\lambda &0\\0&0&0&\lambda \end{bmatrix}}}

## 例
対角行列は次数が1のジョルダン細胞のみからなるジョルダン標準形である。
次の複素成分正方行列 A のジョルダン標準形は次のようになる。
{\displaystyle A={\begin{bmatrix}1&2\\-2&5\end{bmatrix}},~P={\begin{bmatrix}1&-{\frac {1}{2}}\\1&0\end{bmatrix}},~P^{-1}AP={\begin{bmatrix}3&1\\0&3\end{bmatrix}}}
また次で定めるベクトル u, v は Au = 3u と Av = 3v + u とを満たすので行列 A のジョルダン基底である。
{\displaystyle u={\begin{bmatrix}1\\1\end{bmatrix}},~v={\begin{bmatrix}-{\frac {1}{2}}\\0\end{bmatrix}}}
この行列 A の半単純成分 S と冪零成分 N への分解は次のようになる。
{\displaystyle S=P{\begin{bmatrix}3&0\\0&3\end{bmatrix}}P^{-1}={\begin{bmatrix}3&0\\0&3\end{bmatrix}},~N=P{\begin{bmatrix}0&1\\0&0\end{bmatrix}}P^{-1}={\begin{bmatrix}-2&2\\-2&2\end{bmatrix}},~A=P\left({\begin{bmatrix}3&0\\0&3\end{bmatrix}}+{\begin{bmatrix}0&1\\0&0\end{bmatrix}}\right)P^{-1}=S+N}
この分解は N2 = 0 や SN = NS が成り立つので、
行列の指数関数や冪乗の計算に役立つ。
{\displaystyle e^{At}=e^{St+Nt}=e^{St}e^{Nt}=e^{St}(I+Nt)=e^{3t}{\begin{bmatrix}1-2t&2t\\-2t&1+2t\end{bmatrix}}}
{\displaystyle A^{n}=(S+N)^{n}=S^{n}+nS^{n-1}N=3^{n-1}{\begin{bmatrix}3-2n&2n\\-2n&3+2n\end{bmatrix}}}

## アルゴリズム
n次正方行列 A のジョルダン標準形は次のように計算できる。以下では n次単位行列を I で表す。
入力
n次正方行列 A
出力
P−1AP がジョルダン標準形となる n次正則行列 P
アルゴリズム
1. 行列 A の相異なる固有値 λ1, …, λs を求める
2. Ai = A − λi I とおく
3. rank Ai ki = rank Ai ki+1 となる最小の自然数 ki を求める
4. Wi,j = im Ai j ∩ ker Ai とおく
5. 部分空間の増大列 Wi,ki−1 ⊂ … ⊂ Wi,1 ⊂ Wi,0 = ker Ai に沿って ker Ai の基底 bi,1, …, bi,ti を求める[注釈 1]
6. bi,j ∈ Wi,di,j − Wi,di,j+1 となる自然数 di,j を求める
7. 連立一次方程式 Ai di,j xi,j = bi,j の解 xi,j を求める
8. ei,j = Ai j xi,j とおく
9. Pi,j = [ei,di,j, …, ei,1, ei,0] とおく
10. P = [P1,1, …, P1,t1, …, Ps,1, …, Ps,ts] を出力

## 標準形の存在証明
定理
任意の線形変換 f に対しジョルダン基底は存在する。
証明は線形空間の次元 {\displaystyle n=\dim V} についての帰納法で、n = 1 なら全ての基底がジョルダン基底だからOK、n − 1 までOKとして、{\displaystyle n=\dim V} とする。次の明らかな補題が証明の鍵である。
補題
{\displaystyle \{e_{i,j}\}} が f のジョルダン基底なら、{\displaystyle f-\lambda 1_{V}} のジョルダン基底でもある。ここで λ はスカラー。
この補題により {\displaystyle \operatorname {rank} f=r<n} の場合に示せばよい。このとき {\displaystyle V'=\operatorname {im} f,\ f'=f|_{V'}} とすると、帰納法の仮定で、f' のジョルダン基底 {\displaystyle \{e_{ij}\}} が取れる。番号を {\displaystyle \lambda _{1}=\lambda _{2}=\dotsb =\lambda _{s}=0}、i > s なら λi ≠ 0 となるようにとる。{\displaystyle e_{1,1},e_{2,1},\dotsc ,e_{s,1}} は {\displaystyle \ker f} の元で線形独立だから、これらに {\displaystyle b_{1},b_{2},\dotsc ,b_{n-r-s}} を加えて {\displaystyle \ker f} の基底を作る。また V の元 {\displaystyle c_{1},c_{2},\dotsc ,c_{s}} を {\displaystyle f(c_{i})=e_{i,n_{i}}} となるようにとる。このとき n 個のベクトル {\displaystyle \{e_{i,j}\}\cup \{b_{i}\}\cup \{c_{i}\}} が線形独立であることは容易に分かり、これらは V の基底である。{\displaystyle c_{i}=e_{i,n_{i}+1},\ b_{i}=e_{k+i,1}} と番号づけると、これが f のジョルダン基底となる。[証明終わり]
{\displaystyle V=K^{n}} で f が行列 {\displaystyle A=(a_{1},a_{2},\dotsc ,a_{n})} で表されるとき、 {\displaystyle \operatorname {rank} A=r} なら、{\displaystyle a_{1},a_{2},\dotsc ,a_{r}} が線形独立としてよい。このとき {\displaystyle A={\begin{bmatrix}A_{1,1}&A_{1,2}\\A_{2,1}&A_{2,2}\end{bmatrix}}} は行変形で {\displaystyle {\begin{bmatrix}E_{r}&R\\0&0\end{bmatrix}}} と簡約化される。
命題
上のとき、{\displaystyle a_{1},a_{2},\dotsc ,a_{r}} は V' の基底であるが、この基底に関する f' の表現行列は {\displaystyle A_{1,1}+RA_{2,1}} である。
命題の証明は略するが、これを用いると上のジョルダン基底の存在証明は、同時に行列のジョルダン標準形と変換行列を求めるアルゴリズムにもなっている。